# Biathlon na Zimowych Igrzyskach Paraolimpijskich 2010 - 2,4 kilometra kobiet - osoby na wózkach
Zawody biathlonowe na dystansie dwóch i czterech dziesiątych kilometra dla mężczyzn na wózkach odbyły się 13 marca w Whistler Olympic Park.

## Kwalifikacje
| Rk. | NR | Zawodnik              | Kraj | Czas realny | Praca | Rundy karne | Czas końcowy | Strata   |
| --- | -- | --------------------- | ---- | ----------- | ----- | ----------- | ------------ | -------- |
| 1   | 7  | Ołena Jurkowska       | UKR  | 9:18,53     | 100%  | 0 (0+0)     | 9:18,53      | +0,0     |
| 2   | 8  | Ludmyła Pawłenko      | UKR  | 9:44,25     | 98%   | 0 (0+0)     | 9:32,57      | +14,04   |
| 3   | 3  | Marija Iowlewa        | RUS  | 9:32,97     | 100%  | 1 (0+1)     | 9:52,97      | +34,44   |
| 4   | 5  | Irina Polakowa        | RUS  | 10:06,08    | 100%  | 0 (0+0)     | 10:06,08     | +47,55   |
| 5   | 9  | Switłana Tryfonowa    | UKR  | 10:37,33    | 91%   | 2 (1+1)     | 10:19,97     | +1:01,44 |
| 6   | 2  | Andrea Eskau          | GER  | 11:05,51    | 94%   | 2 (0+2)     | 11:05,58     | +1:47,05 |
| 7   | 1  | Tetiana Tymoszczenko  | UKR  | 11:21,30    | 100%  | 5 (2+3)     | 13:01,30     | +3:42,77 |
| 8   | 4  | Swietłana Jaroszewicz | RUS  | 16:03,87    | 86%   | 2 (2+0)     | 14:28,93     | +5:10,40 |
| 9   | 6  | Nadija Stefurak       | UKR  | 15:46,13    | 86%   | 3 (2+1)     | 14:33,67     | +5:15,14 |

## Finał
| Rk.     | NR | Zawodnik           | Kraj | Czas realny | Praca | Rundy karne | Czas końcowy | Strata  |
| ------- | -- | ------------------ | ---- | ----------- | ----- | ----------- | ------------ | ------- |
| Złoty   | 1  | Ołena Jurkowska    | UKR  | 9:55,5      | 100%  | 0 (0+0)     | 9:55,5       | +0,0    |
| Srebrny | 4  | Marija Iowlewa     | RUS  | 10:12,6     | 100%  | 0 (0+0)     | 10:12,6      | +17,1   |
| Brązowy | 2  | Ludmyła Pawłenko   | UKR  |             | 98%   | 0 (0+0)     | 10:20,7      | +25,2   |
| 4       | 5  | Irina Polakowa     | RUS  | 11:59,3     | 100%  | 2 (1+1)     | 11:59,3      | +2:03,8 |
| 5       | 3  | Switłana Tryfonowa | UKR  |             | 91%   | 4 (1+3)     | 13:01,1      | +3:05,6 |
| 6       | 6  | Andrea Eskau       | GER  |             | 94%   | 2 (1+1)     | 13:50,5      | +3:55,0 |